# Movistar Open 1997
Il Movistar Open 1997 è stato un torneo di tennis giocato sulla terra rossa. È stata la 5ª edizione del Movistar Open, che fa parte della categoria World Series nell'ambito dell'ATP Tour 1997. Si è giocato a Santiago in Cile, dal 3 al 9 novembre 1997.

## Campioni

### Singolare
Julián Alonso ha battuto in finale  Marcelo Ríos con il punteggio di 6–2, 6–1

### Doppio
Hendrik Jan Davids /  Andrew Kratzmann hanno battuto in finale  Julián Alonso /  Nicolás Lapentti con il punteggio di 7–6(7) 5–7 6–4